# Loch Dee
Loch Dee är en sjö i Storbritannien.   Den ligger i riksdelen Skottland, i den centrala delen av landet, 500 km nordväst om huvudstaden London. Loch Dee ligger 560 meter över havet.  I omgivningarna runt Loch Dee växer i huvudsak blandskog.